# 杜國
杜国，先秦小型诸侯国，祁姓，伯爵，在今陕西省西安市长安区东南。
相传为唐堯之后代，本封於唐国，不久为周公所滅，後來將其遷至杜 ，周宣王曾经杀死杜伯，杜伯又曾经射王。又称唐杜氏，范宣子称他的祖先在周朝为唐杜氏。春秋时期为亳国之地，称为荡氏或者荡社。秦武公十一年（前687年）设置杜县。